# Albert Peto Nicholas
Pour les articles homonymes, voir Nicholas.
Albert Peto Nicholas est un homme politique des îles Cook, né le 9 mai 1951 sur l'île de Rarotonga et mort le 15 aout 2012.

## Formation
Il fait ses études primaires à La Saint Joseph Primary School (Rarotonga) puis secondaires au Tereora College (Rarotonga).

## Vie professionnelle
Agriculteur et pêcheur accompli, il est également musicien et se produit régulièrement sur la scène locale.

## Carrière politique
Membre du Cook Islands Party, Albert Peto Nicholas est élu pour la première fois à la députation lors des élections de 1994 ???, dans la circonscription de Mitiaro avant de se présenter à partir de 1999 dans celle d'Avatiu-Ruatonga-Palmerston

## Vie personnelle
Il est marié à Urou.